# کول هاکر
کول هاکر (انگلیسی: Cole Hocker؛ زادهٔ ۶ ژوئن ۲۰۰۱) دونده دو نیمه‌استقامت اهل ایالات متحده آمریکا است.
وی در مسابقات کشوری و بین‌المللی در مجموع برندهٔ ۱ مدال نقره شده است.